# Oconto (Wisconsin)
Oconto – miasto w Stanach Zjednoczonych, w stanie Wisconsin, siedziba administracyjna hrabstwa Oconto.